# Vansbro
Vansbro é uma cidade sueca da Gotalândia, na província da Dalecárlia, no condado de Dalecárlia, na comuna de Vansbro, onde é sede. Possui 3,5 quilômetros quadrados e segundo censo de 2018, havia 2 120 habitantes. Está a 68 quilômetros a oeste de Borlänge, na confluência do Van com o Dal Ocidental. É conhecido por seu torneio anual de natação, no qual se percorrem 3 000 metros nos rios Van e Dal Ocidental.